# شنا در المپیک تابستانی ۱۹۸۸
شنا یکی از ورزش‌های بازی‌های المپیک تابستانی ۱۹۸۸ بوده که در دو بخش مردان و زنان برگزار شده است.
در مجموع ۶۳۳ شناگر از ۷۷ کشور جهان در این مسابقات شرکت کرده‌اند.

## جدول مدال‌ها
| رتبه            | کشور                      | طلا | نقره | برنز | مجموع |
| --------------- | ------------------------- | --- | ---- | ---- | ----- |
| ۱               | آلمان شرقی (GDR)          | ۱۱  | ۸    | ۹    | ۲۸    |
| ۲               | ایالات متحده آمریکا (USA) | ۸   | ۶    | ۴    | ۱۸    |
| ۳               | مجارستان (HUN)            | ۴   | ۲    | ۰    | ۶     |
| ۴               | اتحاد شوروی (URS)         | ۲   | ۲    | ۵    | ۹     |
| ۵               | آلمان غربی (FRG)          | ۱   | ۱    | ۱    | ۳     |
| ۵               | استرالیا (AUS)            | ۱   | ۱    | ۱    | ۳     |
| ۵               | بریتانیای کبیر (GBR)      | ۱   | ۱    | ۱    | ۳     |
| ۵               | بلغارستان (BUL)           | ۱   | ۱    | ۱    | ۳     |
| ۹               | سورینام (SUR)             | ۱   | ۰    | ۰    | ۱     |
| ۹               | ژاپن (JPN)                | ۱   | ۰    | ۰    | ۱     |
| ۱۱              | چین (CHN)                 | ۰   | ۳    | ۱    | ۴     |
| ۱۲              | رومانی (ROU)              | ۰   | ۱    | ۱    | ۲     |
| ۱۲              | کانادا (CAN)              | ۰   | ۱    | ۱    | ۲     |
| ۱۴              | دانمارک (DEN)             | ۰   | ۱    | ۰    | ۱     |
| ۱۴              | سوئد (SWE)                | ۰   | ۱    | ۰    | ۱     |
| ۱۴              | هلند (NED)                | ۰   | ۱    | ۰    | ۱     |
| ۱۴              | کاستاریکا (CRC)           | ۰   | ۱    | ۰    | ۱     |
| ۱۸              | فرانسه (FRA)              | ۰   | ۰    | ۲    | ۲     |
| ۱۸              | نیوزیلند (NZL)            | ۰   | ۰    | ۲    | ۲     |
| ۲۰              | اسپانیا (ESP)             | ۰   | ۰    | ۱    | ۱     |
| ۲۰              | ایتالیا (ITA)             | ۰   | ۰    | ۱    | ۱     |
| ۲۰              | لهستان (POL)              | ۰   | ۰    | ۱    | ۱     |
| مجموع (۲۲ کشور) | مجموع (۲۲ کشور)           | ۳۱  | ۳۱   | ۳۲   | ۹۴    |

## نتایج

### مردان
| بازی‌ها                 | طلا | طلا          | نقره | نقره     | برنز | برنز     |
| ۵۰ متر آزاد            | مت بیوندی · ایالات متحده آمریکا                                                                                | 22.14 (WR)   | تام جگر · ایالات متحده آمریکا                                                                                                  | ۲۲٫۳۶    | گنادی پریگودا · اتحاد شوروی | ۲۲٫۷۱    |
| ۱۰۰ متر آزاد           | مت بیوندی · ایالات متحده آمریکا                                                                                | 48.63 (OR)   | کریس جیکوبز · ایالات متحده آمریکا                                                                                              | ۴۹٫۰۸    | استفان کارون · فرانسه | ۴۹٫۶۲    |
| ۲۰۰ متر آزاد           | دانکن آرمسترانگ · استرالیا                                                                                     | 1:47.25 (WR) | آندرس هولمچ · سوئد | ۱:۴۷٫۸۹  | مت بیوندی · ایالات متحده آمریکا | ۱:۴۷٫۹۹  |
| ۴۰۰ متر آزاد           | اووه داسلر · آلمان شرقی                                                                                        | 3:46.95 (WR) | دانکن آرمسترانگ · استرالیا | ۳:۴۷٫۱۵  | آرتور وویدات · لهستان | ۳:۴۷٫۳۴  |
| ۱۵۰۰ متر آزاد          | ولادیمیر سالنیکوف · اتحاد شوروی                                                                                | ۱۵:۰۰٫۴۰     | استفان فیفر · آلمان غربی | ۱۵:۰۲٫۶۹ | اووه داسلر · آلمان شرقی | ۱۵:۰۶٫۱۵ |
| ۱۰۰ متر کرال پشت       | دایچی سوزوکی · ژاپن                                                                                            | ۵۵٫۰۵        | دیوید برکوف · ایالات متحده آمریکا                                                                                              | ۵۵٫۱۸    | ایگور پولیانسکی · اتحاد شوروی | ۵۵٫۲۰    |
| ۲۰۰ متر کرال پشت       | ایگور پولیانسکی · اتحاد شوروی                                                                                  | ۱:۵۹٫۳۷      | فرانک بالتروش · آلمان شرقی | ۱:۵۹٫۶۰  | پل کینگسمن · نیوزیلند | ۲:۰۰٫۴۸  |
| ۱۰۰ متر قورباغه        | آدریان مورهاوس · بریتانیای کبیر                                                                                | ۱:۰۲٫۰۴      | کاروی گوتلر · مجارستان | ۱:۰۲٫۰۵  | دمیتری وولکوف · اتحاد شوروی | ۱:۰۲٫۲۰  |
| ۲۰۰ متر قورباغه        | یوژف سابو · مجارستان                                                                                           | ۲:۱۳٫۵۲      | نیک گیلینگام · بریتانیای کبیر                                                                                                  | ۲:۱۴٫۱۲  | سرخیو لوپس میرو · اسپانیا | ۲:۱۵٫۲۱  |
| ۱۰۰ متر پروانه         | آنتونی نستی · سورینام                                                                                          | 53.00 (OR)   | مت بیوندی · ایالات متحده آمریکا                                                                                                | ۵۳٫۰۱    | اندی جیمسون · بریتانیای کبیر | ۵۳٫۳۰    |
| ۲۰۰ متر پروانه         | میشائل گروس · آلمان غربی                                                                                       | 1:56.94 (OR) | بنی نیلسن · دانمارک | ۱:۵۸٫۲۴  | آنتونی موسه · نیوزیلند | ۱:۵۸٫۲۸  |
| ۲۰۰ متر مختلط انفرادی  | تاماش دارنی · مجارستان                                                                                         | 2:00.17 (WR) | پاتریک کول · آلمان شرقی | ۲:۰۱٫۶۱  | وادیم یاروشچوک · اتحاد شوروی | ۲:۰۲٫۴۰  |
| ۴۰۰ متر مختلط انفرادی  | تاماش دارنی · مجارستان                                                                                         | 4:14.75 (WR) | دیوید وارتون · ایالات متحده آمریکا                                                                                             | ۴:۱۷٫۳۶  | استفانو باتیستلی · ایتالیا | ۴:۱۸٫۰۱  |
| ۴×۱۰۰ متر آزاد امدادی  | ایالات متحده آمریکا (USA) · کریس جیکوبز · تروی داب · تام جگر · مت بیوندی · داگ گیتسن* · برنت لانگ* · شان جردن* | 3:16.53 (WR) | اتحاد شوروی (URS) · گنادی پریگودا · یوری باشکاتوف · نیکولای یوسیف · وولودیمیر تکاچنکو · رایمونداس ماژولیس* · الکسی بوریسوفسکی* | ۳:۱۸٫۳۳  | آلمان شرقی (GDR) · دیرک ریشتر · توماس فلمینگ · لارس هینبرگ · استفن زسنر                                                                                    | ۳:۱۹٫۸۲  |
| ۴×۲۰۰ متر آزاد امدادی  | ایالات متحده آمریکا (USA) · تروی داب · مت کتلینسکی · داگ گیتسن · مت بیوندی · کریک اوپل* · دان یورگنسن*         | 7:12.51 (WR) | آلمان شرقی (GDR) · اووه داسلر · سون لودسیوسکی · توماس فلمینگ · استفن زسنر · لارس هینبرگ*                                       | ۷:۱۳٫۶۸  | آلمان غربی (FRG) · اریک هوشتاین · توماس فارنر · رینر هنکل · میشائل گروس · Peter Sitt* · استفان فیفر*                                                       | ۷:۱۴٫۳۵  |
| ۴×۱۰۰ متر مختلط امدادی | ایالات متحده آمریکا (USA) · دیوید برکوف · ریچارد شرودر · مت بیوندی · کریس جیکوبز · جای مورتنسون* · تام جگر*    | ۳:۳۶٫۹۳      | کانادا (CAN) · مارک تیوکسبری · ویکتور دیویس · تام پونتینگ · سندی گوس                                                           | ۳:۳۹٫۲۸  | اتحاد شوروی (URS) · ایگور پولیانسکی · دمیتری وولکوف · وادیم یاروشچوک · گنادی پریگودا · سرگی زابولوتنوف* · والری لوزیک* · کنستانتین پتروف* · نیکولای یوسیف* | ۳:۳۹٫۹۶  |

* Swimmers who participated in the heats only and received medals.

### زنان
| بازی‌ها                 | طلا | طلا          | نقره | نقره    | برنز                                                                                                 | برنز    |
| ۵۰ متر آزاد            | کریستین اوتو · آلمان شرقی                                                                                       | 25.49 (OR)   | یانگ ونیی · چین | ۲۵٫۶۴   | جیل استرکل · ایالات متحده آمریکا                                                                     | ۲۵٫۷۱   |
| ۵۰ متر آزاد            | کریستین اوتو · آلمان شرقی                                                                                       | 25.49 (OR)   | یانگ ونیی · چین | ۲۵٫۶۴   | کاترین مایسنر · آلمان شرقی                                                                           | ۲۵٫۷۱   |
| ۱۰۰ متر آزاد           | کریستین اوتو · آلمان شرقی                                                                                       | ۵۴٫۹۳        | ژوانگ یونگ · چین | ۵۵٫۴۷   | کاترین پلوینسکی · فرانسه                                                                             | ۵۵٫۴۹   |
| ۲۰۰ متر آزاد           | هیک فردریک · آلمان شرقی                                                                                         | 1:57.65 (OR) | سیلیوا پل · کاستاریکا | ۱:۵۸٫۶۷ | مانوئلا استلماخ · آلمان شرقی                                                                         | ۱:۵۹٫۰۱ |
| ۴۰۰ متر آزاد           | جانت اوانز · ایالات متحده آمریکا                                                                                | 4:03.85 (WR) | هیک فردریک · آلمان شرقی                                                                                                  | ۴:۰۵٫۹۴ | آنکه موهرینگ · آلمان شرقی                                                                            | ۴:۰۶٫۶۲ |
| ۸۰۰ متر آزاد           | جانت اوانز · ایالات متحده آمریکا                                                                                | 8:20.20 (OR) | آسترید اشتراوس · آلمان شرقی                                                                                              | ۸:۲۲٫۰۹ | جولی مک‌دونالد · استرالیا                                                                             | ۸:۲۲٫۹۳ |
| ۱۰۰ متر کرال پشت       | کریستین اوتو · آلمان شرقی                                                                                       | ۱:۰۰٫۸۹      | کریستینا اگرسگی · مجارستان                                                                                               | ۱:۰۱٫۵۶ | کورنلیا سیرش · آلمان شرقی                                                                            | ۱:۰۱٫۵۷ |
| ۲۰۰ متر کرال پشت       | کریستینا اگرسگی · مجارستان                                                                                      | 2:09.29 (OR) | کاترین زیمرمن · آلمان شرقی                                                                                               | ۲:۱۰٫۶۱ | کورنلیا سیرش · آلمان شرقی                                                                            | ۲:۱۱٫۴۵ |
| ۱۰۰ متر قورباغه        | تانیا دانگالاکووا · بلغارستان                                                                                   | 1:07.95 (OR) | آنتوانتا فرنکوا · بلغارستان                                                                                              | ۱:۰۸٫۷۴ | زیلکه هورنر · آلمان شرقی                                                                             | ۱:۰۸٫۸۳ |
| ۲۰۰ متر قورباغه        | زیلکه هورنر · آلمان شرقی                                                                                        | 2:26.71 (WR) | هوانگ شیائومین · چین | ۲:۲۷٫۴۹ | آنتوانتا فرنکوا · بلغارستان                                                                          | ۲:۲۸٫۳۴ |
| ۱۰۰ متر پروانه         | کریستین اوتو · آلمان شرقی                                                                                       | 59.00 (OR)   | بیرته وایگان · آلمان شرقی                                                                                                | ۵۹٫۴۵   | چیان هونگ · چین                                                                                      | ۵۹٫۵۲   |
| ۲۰۰ متر پروانه         | کاثلین نورد · آلمان شرقی                                                                                        | ۲:۰۹٫۵۱      | بیرته وایگان · آلمان شرقی                                                                                                | ۲:۰۹٫۹۱ | مری تی. مائگر · ایالات متحده آمریکا                                                                  | ۲:۱۰٫۸۰ |
| ۲۰۰ متر مختلط انفرادی  | دانیلا هونگر · آلمان شرقی                                                                                       | 2:12.59 (OR) | یلنا دندبرووا · اتحاد شوروی                                                                                              | ۲:۱۳٫۳۱ | نومی لانگ · رومانی                                                                                   | ۲:۱۴٫۸۵ |
| ۴۰۰ متر مختلط انفرادی  | جانت اوانز · ایالات متحده آمریکا                                                                                | ۴:۳۷٫۷۶      | نومی لانگ · رومانی | ۴:۳۹٫۴۶ | دانیلا هونگر · آلمان شرقی                                                                            | ۴:۳۹٫۷۶ |
| ۴×۱۰۰ متر آزاد امدادی  | آلمان شرقی (GDR) · کریستین اوتو · کاترین مایسنر · دانیلا هونگر · مانوئلا استلماخ · زابینا شولتسه* · هیک فردریک* | ۳:۴۰٫۶۳      | هلند (NED) · ماریانه مویس · میلدرد مویس · کونی فن بنتوم · کارین برینسه · دیانا فن در پلاتز*                              | ۳:۴۳٫۳۹ | ایالات متحده آمریکا (USA) · ماری ویت · میتزی کرمر · لورا واکر · دارا تورس · پیگ زمینا* · جیل استرکل* | ۳:۴۴٫۲۵ |
| ۴×۲۰۰ متر مختلط امدادی | آلمان شرقی (GDR) · کریستین اوتو · زیلکه هورنر · بیرته وایگان · کاترین مایسنر · کورنلیا سیرش* · مانوئلا استلماخ* | ۴:۰۳٫۷۴      | ایالات متحده آمریکا (USA) · بث بار · تریسی مک‌فارلین · جنا جارکنسون · ماری ویت · بتزی میشل* · مری تی. مائگر* · دارا تورس* | ۴:۰۷٫۹۰ | کانادا (CAN) · لوری ملین · آلیسون هیگسون · جین کر · آندریا نیوجنت · کتی داگن* · پاتریشیا نوال*       | ۴:۱۰٫۴۹ |

* Swimmers who participated in the heats only and received medals.